# Parco nazionale del Monte Dajo
Il parco nazionale del Monte Dajo (in lingua inglese: Mount Dajo National Park) è un'area naturale protetta situata nelle Filippine sull'isola di Jolo, nella Regione Autonoma nel Mindanao Musulmano, nei pressi del confine con la Malaysia. Il parco venne istituito il 28 febbraio 1938 con decreto No. 261, s. 1938 dell'allora presidente delle Filippine Manuel Quezón e occupa una superficie di 213 ettari.
Il parco occupa una porzione di Jolo, piccola isola con un diametro di circa 60 chilometri, oggetto di una quasi totale deforestazione che avrebbe risparmiato solo alcune gole dell'isola; rimarrebbe una piccola zona a foresta solo all'interno del parco che include anche il Monte Bud Dajo, vulcano attivo e la più alta montagna dell'isola. La carenza di informazioni, che si limitano a osservazioni aeree, è dovuto alla grave instabilità politica che affligge quelle aree e che impedisce ogni possibilità di osservare in loco le forme di vita che popolano il parco.
Singolarmente, il parco non viene menzionato nella lista delle aree protette rilasciata dal DENR, il Ministero filippino dell'Ambiente e delle Risorse Naturali, ma figura elencato nel World Database on Protected Areas.

## Fauna
Le frammentarie informazioni sulla fauna presente nel parco riferiscono, almeno fino al 2001, della presenza di esemplari di piccione imperiale grigio (Ducula pickeringii), di martin pescatore dalla faccia rossiccia (Todiramphus winchelli), di bucero di Sulu (Anthracoceros montani), di picchio delle Sulu (Dendrocopos ramsayi) e di cacatua delle Filippine (Cacatua haematuropygia).